# Lego Racers 2
Lego Racers 2 est un jeu vidéo de course développé par Attention to Detail et édité par Lego Software, sorti en 2001 sur Windows, PlayStation 2 et Game Boy Advance.
Il fait suite à Lego Racers.

## Accueil
- Jeuxvideo.com : 14/20 (GBA)[1]